# Estació de trens de Cents-Hamm
L'Estació de trens de Cents-Hamm (en luxemburguès: Gare Zens-Hamm; en francès: Gare de Cents-Hamm, en alemany: Bahnhof Cents-Hamm) és una estació de trens que es troba als barris de Cents i Hamm a l'est de la ciutat de Luxemburg i al sud de Luxemburg. La companyia estatal propietària és Chemins de Fer Luxembourgeois. L'estació està situada en el ramal ferroviari de la línia 30 CFL, que connecta la ciutat de Luxemburg amb l'est del país i amb Trèveris. És la primera parada fora de l'estació de trens de Luxemburg que es troba a l'altre costat de la vall de l'Alzette.

## Servei
Cents-Hamm rep els serveis ferroviaris pels trens de Regionalbahn (RB) amb relació a la línia 30 CFL entre Ciutat de Luxemburg i Wasserbillig.